# Арден Хилс (Минесота)
Арден Хилс (енгл. Arden Hills) град је у америчкој савезној држави Минесота.

## Демографија
По попису из 2010. године број становника је 9.552, што је 100 (-1,0%) становника мање него 2000. године.
| Група             | 2000.         | 2010.         |
| Белци             | 8.892 (92,1%) | 8.475 (88,7%) |
| Афроамериканци    | 127 (1,3%)    | 159 (1,7%)    |
| Азијати           | 351 (3,6%)    | 468 (4,9%)    |
| Хиспаноамериканци | 131 (1,4%)    | 263 (2,8%)    |
| Укупно            | 9.652         | 9.552         |